# تومواكي كوموريتا
تومواكي كوموريتا (باليابانية: 小森田 友明) (مواليد 10 يوليو 1981)، هو لاعب كرة قدم ياباني سابق كان يلعب كمدافع.

## وصلات خارجية
- تومواكي كوموريتا على موقع رابطة كرة القدم اليابانية للمحترفين (اليابانية)
- تومواكي كوموريتا على موقع قاعدة بيانات كرة القدم.إي يو (الإنجليزية)
- تومواكي كوموريتا على موقع Soccerway.com (الإنجليزية)
- تومواكي كوموريتا على موقع عالم كرة القدم.نت (الإنجليزية)